# Brûleurs de Loups de Grenoble
Brûleurs de Loups de Grenoble („Paliči vlků z Grenoblu“) je oficiální název francouzského klubu ledního hokeje z Grenoblu. Název odkazuje na někdejší praktiku vypalování lesů pro oddalování výskytu vlků od obydlených oblastí. Založen byl v roce 1963 pod názvem Grenoble Métropole Hockey 38. 
Klub hraje nejvyšší národní soutěž, tj. Ligue Magnus. Mistrem Francie se stal devětkrát (1981, 1982, 1991, 1998, 2007, 2009, 2019, 2022 a 2025), osmkrát skončil na druhém místě.
Kádr A-týmu je tvořen převážně Francouzi, silné zastoupení mají ovšem i hráči ze Švédska a tři hráči pocházejí z Česka.
Domácí aréna otevřená v roce 2001 se jmenuje Patinoire Pôle Sud a její kapacita čítá 3 496 míst.